# GS Близнецов
GS Близнецов (лат. GS Geminorum) — одиночная переменная звезда в созвездии Близнецов на расстоянии (вычисленном из значения параллакса) приблизительно 4 160 световых лет (около 1 276 парсек) от Солнца. Видимая звёздная величина звезды — от +12,4m до +11,3m.

## Характеристики
GS Близнецов — красная пульсирующая полуправильная переменная звезда (SR) спектрального класса M7. Эффективная температура — около 3294 К.